# Jauken
Jauken är en bergskedja i Österrike.   Den ligger i förbundslandet Kärnten, i den centrala delen av landet, 300 km sydväst om huvudstaden Wien.
Jauken sträcker sig 9,2 km i öst-västlig riktning. Den högsta toppen är Torkofel, 2 276 meter över havet.
Topografiskt ingår följande toppar i Jauken:
- Jukbichl
- Jukbühel
- Torkofel

I omgivningarna runt Jauken växer i huvudsak blandskog. Runt Jauken är det ganska glesbefolkat, med 24 invånare per kvadratkilometer.